# 常山紀談
『常山紀談』（じょうざんきだん）は、江戸時代中期に成立した逸話集。簡潔な和文で書かれており、本文25巻、拾遺4巻、それと同じ内容を持った付録というべき「雨夜燈」1巻よりなっている。著者は備前岡山藩主池田氏に仕えた徂徠学派の儒学者・湯浅常山。

## 概説
原形（自序）は1739年（元文4年）成立。完成は1770年（明和7年）とされる。戦国武将の逸話470条を収録。いわゆる勧善懲悪ではなく、複数の有名な逸話を短く編集して主題ごとに一つの条にまとめて、評論を加えずに淡々と記している。
草稿（自序）の完成は比較的早期に行われたが師匠である太宰春台の意見を入れて徹底的な再改稿を行い30年かけて満足のいく形に完成させたといわれる。常山は1781年（天明元年）に74歳で死去し、本書の版本での初刊は死後20年後のことであった。『名将言行録』（江戸末期・岡谷繁実著）の原形ともいえる。
逸話集の形体は、事実を重視しようとした徂徠学派の特徴を示している一方で、一つの条の中に出典の異なる話が雑然と行を続けて書かれていて玉石混淆で、信憑性には問題があり、史実性よりも有名な話や痛快、豪快な逸話が好んで収録された。このために本書は史書というよりも、教訓集や説話集のようになっており、明治大正期の教科書には良く取り上げられていた。

## 書籍情報
- 常山紀談. 巻之11-20 / 湯浅常山(元禎). 宋栄堂, 1877.
- 常山紀談 / 湯浅元禎[他]. 内外兵事新聞局, 1879.
- 常山紀談 / 湯浅常山(元禎). 信濃出版社, 1883.
- 常山紀談 / 湯浅常山[他]. 鶴声社, 1887.
- 常山紀談 / 湯浅常山[他]. 和陽館, 1887.
- 続帝国文庫. 第25-33編. 博文館, 1900-1901.
- 常山紀談 / 湯浅常山(元禎). 百華書房, 1908-1909. (十銭文庫; 1,13).
- 常山紀談 / 湯浅常山[他]. 5版. 博文館, 1909(続帝国文庫; 第31編).
- 常山紀談. 巻之1-8 / 湯浅常山(元禎). 三教書院, 1911. (袖珍文庫; 第30編).
- 常山紀談 / 湯浅常山[他]. 新訂. 至誠堂, 1911-1912. (学生文庫; 第10,16,29編).
- 常山紀談・武林名誉録 / 湯浅常山. 国民文庫刊行会, 1912.
- 常山紀談 / 湯浅元禎. 有朋堂, 1912. (有朋堂文庫).
- 常山紀談 / 湯浅常山[他]. 国民文庫刊行会, 1912.7.
- 訳常山紀談. 第1-10 / 湯浅常山[他]. 岡松参太郎, 1916.
- 有朋堂文庫. 〔第20-37〕 / 塚本哲三. 有朋堂書店, 1911-1917
- 常山紀談 / 湯浅元禎. 聚栄堂, 1921. (日本名著文庫)
- 常山紀談抄・藩翰譜抄 / 鈴木敏也. 斯文書院, 1924.
- 常山紀談 / 湯浅元禎[他]. 有朋堂, 1926. (有朋堂文庫)
- 常山紀談 / 湯浅常山[他]. 博文館, 1929. (帝国文庫; 第3篇)
- 抄本常山紀談 / 湯浅常山[他]. 立命館大学出版部, 1929.
- もつとも分り易き常山紀談の解釈 / 柴田隆. 日本出版社, 1930. (国漢文叢書).
- 常山紀談. 上中下巻 / 湯浅常山・森銑三校訂. 岩波文庫, 1938-1940.数度復刊
- 常山紀談 / 湯浅常山[他]. 研究社, 1940. (研究社学生文庫; 309).
- 武士道全書. 第1-9巻 / 佐伯有義,植木直一郎,井野辺茂雄. 時代社, 1942-1943.
- 武士道全書. 第1-12巻,別巻 / 佐伯有義,植木直一郎,井野辺茂雄. 時代社, 1942-1944.
- 常山紀談. 上下巻 / 湯浅常山・鈴木棠三校注. 角川文庫, 1965-1966.
- 定本常山紀談. 上下巻 / 湯浅常山・鈴木棠三校注. 新人物往来社, 1979
- 常山紀談. 本文篇 / 湯浅元禎[他]. 和泉書院, 1992.3. (索引叢書; 29)
- 常山紀談. 索引資料 / 湯浅元禎[他]. 和泉書院, 1993.3. (索引叢書; 30)
- 武士道全書. 第9巻 / 井上哲次郎[他]. 国書刊行会, 1998.8
- 譯常山紀談. 1-9分冊1・2/ 湯浅常山[他]. 上坂氏顕彰会史料出版部, 2002.1. (理想日本リプリント; 第67巻)
- 譯常山紀談. 附録 分冊1-9 / 湯浅常山[他]. 上坂氏顕彰会史料出版部, 2002.2. (理想日本リプリント; 第67巻)